# Зубейр Вако, Габриэль
Габриэль Зубейр Вако (англ. Gabriel Zubeir Wako; род. 27 февраля 1941, Мборо, Судан) — первый суданский кардинал. Епископ Вау с 12 декабря 1974 по 30 октября 1979. Коадъютор архиепископа Хартума с 30 октября 1979 по 10 октября 1981. Архиепископ Хартума с 10 октября 1981 по 10 декабря 2016. Кардинал-священник с титулом церкви Сант-Атанасио-а-Виа-Тибуртина с 21 октября 2003.
Участвовал в Конклаве 2005 года, где был избран папа Бенедикт XVI.
Участник Конклава 2013 года, где был избран папа Франциск.